# Ingvar Jónsson (Eishockeyspieler)
Ingvar Thor Jónsson (* 11. Februar 1981) ist ein isländischer Eishockeyspieler, der seit 2007 erneut bei Skautafélag Akureyrar in der isländischen Eishockeyliga unter Vertrag steht.

## Karriere
Ingvar Jónsson begann seine Karriere als Eishockeyspieler bei Skautafélag Akureyrar, wo er bereits als 17-Jähriger in der isländischen Eishockeyliga debütierte. 2001 wurde er mit seiner Mannschaft Landesmeister. Anschließend wechselte er zu Skautafélag Reykjavíkur. 2005 verließ er den Hauptstadtklub und wechselte in die zweite dänische Liga zum Gladsaxe SF. Nach zwei Jahren in Dänemark kehrte er 2007 zu seinem Stammverein nach Akureyri zurück, mit dem er prompt erneut Meister wurde. Seit 2010 spielt er sowohl für die erste Mannschaft des Vereins, die SA Vikingar, mit der er 2016 seinen insgesamt achten isländischen Landesmeistertitel errang und persönlich 2015 zudem die beste Plus/Minus-Bilanz der Liga erreichte, als auch für die zweite Mannschaft des Vereins, SA Jötnar. In der Spielzeit 2012/13 fungierte er als Spielertrainer seines Vereins. Seit 2015 ist er Mannschaftskapitän des Klubs.

### International
Ingvar Jónsson spielte bereits als Jugendlicher für Island. Er nahm an den U18-D-Europameisterschaften 1997 und 1998 und der Europa-Division II der U18-Weltmeisterschaft 1999 sowie den U20-D-Weltmeisterschaften 1999 und 2000 teil.
Parallel dazu spielte Ingvar Jónsson bereits in der Herren-Nationalmannschaft. Sein Debüt gab er als 18-Jähriger bei der D-Weltmeisterschaft 1999. Auch im Folgejahr spielte er mit seinem Team in der D-Gruppe der WM. Anschließend spielte er bei den Weltmeisterschaften 2001, 2002, 2003, 2005, 2007, 2008, 2009, 2010, 2011, 2012, 2013, 2014, als er als bester Verteidiger des Turniers ausgezeichnet wurde, 2015, 2016, 2017 und 2018 jeweils in der Division II sowie 2004 und 2006, als er nicht nur die beste Plus/Minus-Bilanz aufwies, sondern auch die meisten Scorerpunkte eines Verteidigers erzielte, in der Division III. 2008 und 2009 wurde er jeweils zum besten Spieler der isländischen Mannschaft gewählt. Von 2010 bis 2016 fungiert er als Mannschaftskapitän der Nordländer. Zudem vertrat er seine Farben bei der Qualifikation für die Olympischen Winterspiele 2018 in Pyeongchang.

## Erfolge und Auszeichnungen
- 2000 Aufstieg in die Division II bei der D-Weltmeisterschaft
- 2001 Isländischer Meister mit Skautafélag Akureyrar
- 2004 Aufstieg in die Division II bei der Weltmeisterschaft der Division III
- 2006 Aufstieg in die Division II bei der Weltmeisterschaft der Division III
- 2006 Beste Plus/Minus-Bilanz der Weltmeisterschaft der Division III
- 2008 Isländischer Meister mit Skautafélag Akureyrar
- 2010 Isländischer Meister mit Skautafélag Akureyrar
- 2011 Isländischer Meister mit Skautafélag Akureyrar
- 2013 Isländischer Meister mit Skautafélag Akureyrar (SA Vikingar)
- 2014 Bester Verteidiger bei der Weltmeisterschaft der Division II, Gruppe A
- 2014 Isländischer Meister mit Skautafélag Akureyrar (SA Vikingar)
- 2015 Isländischer Meister mit Skautafélag Akureyrar
- 2015 Beste Plus/Minus-Bilanz der Isländischen Eishockeyliga
- 2016 Isländischer Meister mit Skautafélag Akureyrar